# 卡洛斯桑塔納阿維拉 (聖地牙哥區)
卡洛斯桑塔納阿維拉（西班牙語：Carlos Santana Ávila），是巴拿馬的城鎮，位於該國中西部，由貝拉瓜斯省的聖地牙哥區負責管轄，面積67.6平方公里，海拔高度252米，2010年人口4,059，人口密度每平方公里60人。